# تاريخ التفاضل والتكامل
التفاضل والتكامل، المعروف في تاريخه المبكر باسم حساب التفاضل والتكامل اللانهائي، هو مجال رياضي يركز على النهايات، والاستمرارية، والمشتقات، التكاملات، والسلسلة اللانهائية. طور إسحاق نيوتن وغوتفريد لايبنتس بشكل مستقل نظرية حساب التفاضل والتكامل غير المحدود في أواخر القرن السابع عشر. بحلول نهاية القرن السابع عشر، ادعى كل باحث أن الآخر سرق عمله، واستمر الجدل حول حساب التفاضل والتكامل لايبنتس-نيوتن حتى وفاة لايبنتس في عام 1716.

## رواد التفاضل والتكامل

### التاريخ القديم

استخدم أرخميدس طريقة الاستنفاد لتقدير قيمة الباي.

قدمت الفترة القديمة بعض الأفكار التي أدت إلى حساب التفاضل والتكامل، ولكن لا يبدو أنها طورت هذه الأفكار بطريقة صارمة ومنهجية. يمكن العثور على حسابات الأحجام والمناطق، أحد أهداف حساب التفاضل والتكامل، في بردية موسكو الرياضية في مصر (حوالي عام 1820 قبل الميلاد)، ولكن الصيغ تُعطى فقط للأرقام الملموسة، بعضها صحيح تقريبًا، ولا يتم اشتقاقها عن طريق الاستنتاج المنطقي. ربما اكتشف البابليون قاعدة شبه المنحرف أثناء القيام بملاحظات فلكية لكوكب المشتري.
منذ عصر الرياضيات اليونانية، استخدم إيودوكسوس (حوالي 408 - 355 قبل الميلاد) طريقة الاستنفاد، التي تنبئ بمفهوم النهاية، لحساب المناطق والأحجام، بينما طور أرخميدس (حوالي 287-212 قبل الميلاد) هذه الفكرة بشكل أكبر، باختراع الاستدلال الذي يشبه طرق حساب التفاضل والتكامل الذي لا يتجزأ. يُنسب إلى علماء الرياضيات اليونانيين أيضًا استخدامًا كبيرًا لللانهائية. ديموقريطوس هو أول شخص مسجل يفكر جديا في تقسيم الأشياء إلى عدد لا حصر له من المقاطع العرضية، ولكن عجزه عن ترشيد المقاطع العرضية المنفصلة مع ميل مخروطي سلس منعه من قبول الفكرة. في نفس الوقت تقريبًا، زاد زينون الإيلي من تشويه سمعة اللانهائيات من خلال التعبير عن المفارقات التي يصنعونها.
طور أرخميدس هذه الطريقة أكثر من ذلك، مع ابتكار طرق إرشادية تشبه مفاهيم العصر الحديث إلى حد ما في كتابه «تربيع القطع المكافئ، ومنهج النظريات الميكانيكية، وحول الكرة والأسطوانة.» لم يتم إضفاء الطابع الرسمي على الطريقة حتى القرن السابع عشر من قبل كافاليري كطريقة غير قابلة للتجزئة وتم دمجها في النهاية بواسطة نيوتن في إطار عام لحساب التفاضل والتكامل. كان أرخميدس أول من وجد الظل إلى منحنى غير الدائرة، بطريقة تشبه التفاضل والتكامل. أثناء دراسة اللولب، قام بتقسيم حركة النقطة إلى مكونين، أحد مكونات الحركة الشعاعية ومكون واحد للحركة الدائرية، ثم واصل إضافة حركات المكونين معًا، وبالتالي وجد المماس في المنحنى. كان رواد حساب التفاضل والتكامل مثل إسحاق بارو ويوهان برنولي من الطلاب الدؤوبين بأرخميدس.
تم اختراع طريقة الاستنفاد في الصين من قِبل ليو هوي في القرن الرابع الميلادي من أجل العثور على مساحة دائرة. في القرن الخامس، أنشأ زو تشونغزي طريقة أطلق عليها فيما بعد مبدأ كافالييري للعثور على حجم الكرة.